# Имануил Великовски
Имануи́л Велико́вски (на английски: Immanuel Velikovsky) е писател от руско-еврейски произход, най-известен като представител на „Катастрофизма“. Известен е и с книгата си на английски: Worlds in Collision (неиздавана на български език), публикувана през 1950 г., която става бестселър в Америка с над 24 последващи издания. Преди да стане писател той участва в основаването на Еврейския университет в Йерусалим и работи като доктор, психиатър и психоаналитик.

## Биография

### Ранни години
Роден е на 10 юни 1895 година във Витебск, Русия (днес Беларус), в заможното еврейско семейство на Шимон Йехел Великовски (1859 – 1937) и Бейла Гроденски. Научавайки няколко чужди езика като дете, той е изпратен да учи в гимназия „Медведников“ в Москва, където се представя добре по руски език и математика. Завършва със златен медал през 1913 г. Великовски пътува из Европа и посещава Палестина, преди да учи за кратко медицина в университета в Монпелие във Франция и да завърши медицински курсове в университета в Единбург. Завръщайки се в Русия преди началото на Първата световна война, постъпва в Московския университет и завършва като доктор по медицина през 1921 г.

### Еврейски университет в Йерусалим
След като получава докторската си степен по медицина, Великовски се премества в Берлин. С финансовата помощ на баща си, редактира и издава на иврит научен труд (учебник) в два тома Scripta Universitatis Atque Bibliothecae Hierosolymitanarum (на английски: „Writings of the Jerusalem University & Library“). Той привлича Алберт Айнщайн към подготовката на втория том, занимаващ се с математика и физика. Този проект става основа за формирането на Еврейския университет в Йерусалим, като служи за попълване на библиотеката му с научна литература от други университети, получена в размяна на тези два тома.
През 1923 г. Великовски се жени за Елишева Крамер, млада виолистка.

### Кариера като психиатър
Великовкси живее в т.нар. Британски мандат в Палестина от 1924 до 1939 г. Работи като доктор по обща медицина (GP), психиатрия и психоанализа, която учи при първия ученик на Зигмунд Фройд – Вилхелм Щекел във Виена (ставайки първият психоаналитик в Израел). През това време той публикува около 12 научни статии в медицински и психиатрични списания. Той е публикуван дори в списанието на Фройд „Imago“, представяйки анализ на собствените сънища на Фройд.

### Емиграция в Америка и кариера като писател
През 1939, при надвисналата заплаха от Втора световна война, Великовски заминава със семейството си в Ню Йорк, с намерението да остане една година за проучвания за книгата си „Едип и Ехнатон“. Книгата е отговор на книгата на Фройд „Моисей и монотеизма“ и разглежда идеята фараон Ехнатон да е първообраз на Едип. Фройд защитава тезата, че Ехнатон, за когото се предполага, че е бил монотеист, е причината за религиозните принципи на Моисей, които той предава на израелтяните през прехода им през пустинята. Тезата на Фройд (както и на други преди него) се основава отчасти на приликата на псалм 104 от Библията с един египетски химн, намерен на стената на гробницата на генерала на Ехнатон Ай, в града на Ехнатон Ахетатон.
За да опровергае Фройд и да докаже факта на Изхода, Великовски търси доказателства за него в египетските документи. Един такъв документ според него е папируса на Ипувер (Ipuwer Papyrus), който описва събития, сравними с Библейските бедствия. Тъй като конвенционалната Египтология датира този папирус много по-рано както от библейската година на Изхода (около 1500 – 1450 пр.н.е.), така и от годината на Изхода според конвенционалната Египтология (около 1250 пр.н.е.), Великовски трябва да ревизира възприетата хронология.
Седмици след пристигането му в Америка, започва Втората световна война. Повлиян от проучванията си, той променя намеренията си и оставя книгата „Едип и Ехнатон“ за по-късно, а започва разработката на теориите си за Катастрофалната космология и Ревизираната хронология, с които става известен.
По време на войната той живее в Ню Йорк и публикува няколко статии с резюмета на идеите си, разпращайки ги до академични библиотеки и списания, включително на астронома от Харвард Харлоу Шапли през 1947.
През 1950 г., след като осем издателства отхвърлят ръкописа на Worlds in Collision, той е публикуван от Macmillan Publishers, които имат голям дял от пазара на академична литература. Още преди публикуването си книгата е посрещната с яростна полемика (т.е. преди да е прочетена – само на база на резюмето) – Harper's Magazine публикува статия, с която ѝ дава положителна оценка, също и Reader's Digest, но с уклон, който сега се нарича креационизъм. Това привлича вниманието на Шапли, който се противопоставя на издаването на книгата, запознавайки се с резюмето и което му предоставя Великовски. Шапли заплашва да организира бойкот на книгите на издателство Macmillan ако публикуват „Worlds in Collision“, два месеца след което книгата е прехвърлена на Doubleday. По това време тя вече е бестселър в Америка. През 1952 г. Doubleday публикува първата книга от серията на Великовски за ревизираната хронология „Векове на хаос“ (на английски: Ages in Chaos), последвана от на английски: Earth in Upheaval (разглеждаща само доказателства от геологията) през 1955 г. Ноември 1952 г. Великовски се мести от Манхатън в Принстън, Ню Джърси.
През по-голямата част от 50-те и началото на 60-те години на 20 век, Великовски е персона нон грата в колежите и университетските кампуси. След този период той започва да получава все-повече покани за публични изяви. Неговите лекции в университети от Северна Америка често преминават при пълни зали. През 1972 г. Канадската телевизия Canadian Broadcasting Corporation излъчва едночасово предаване посветено на него и трудовете му, последвано от 30 мин. документален филм на BBC през 1973 г.
През остатъка от 70-те, Великовски посвещава голяма част от времето и енергията си да опровергава критиците си в научните среди, и продължава да изнася лекции в Европа и Северна Америка. Към това време застаряващият Великовски вече страда от диабет и периоди на депресия, които според дъщеря му се изострят от продължаващото отхвърляне на трудовете му от академичната номенклатура.
Умира на 17 ноември 1979 година в Принстън на 84-годишна възраст.

## Научна дейност
Използвайки сравнителна митология и древни литературни източници (включително Стария завет), Великовски развива тезата, че много събития в историята на Земята могат да се обяснят с катастрофални срещи с (близко преминаване на) други планети (по-конкретно с Венера и Марс) в праисторически времена. Позиционирайки Великовски редом с други катастрофисти като Hans Bellamy, Ignatius Donnelly и Johann Gottlieb Radlof, британските астрономи Виктор Клуб и Бил Напиер отбелязват 
| „ | ... Великовски не е първи от новите катастрофисти ...; по-скоро, той е продължител на традицията на катастрофиците проследима в средновековието, а вероятно и по-рано. | “ |

Друга теза, която Великовски развива е, че електромагнетизма играе важна роля в небесната механика, като предсказва, че магнитното поле на Земята достига Луната и че Юпитер излъчва радиовълни (радиошумове) няколко години преди да бъдат открити.
Основавайки се на историята от Еврейските свещени книги и опитвайки се да я съпостави с древната история на останалите народи от Близкия Изток, Великовски предлага ревизирана хронология на събитията от историята на Древен Египет, Древна Гърция, Израел и други култури на древния Близък Изток. Основната цел на предлаганата от него ревизирана хронология е да обясни т. нар. тъмни векове на Древна Гърция и Средиземноморието (около 1100 – 750 пр.н.е.), както и да синхронизира библейската история с откритията на археологията и хронологията на Древен Египет. Като правило, тезите на Великовски са игнорирани или ревностно отхвърлени от академичната общност, но книгите му са посрещани с ентусиазъм и се разпродават в големи тиражи, като интересът към тях често е подхранван от твърдения за несправедливо отношение от страна на академичните среди. Противоречията около неговата работа често са наричани „аферата Великовски“. Много рядко са атакувани конкретни факти и логически построения от книгите му, по-често учените атакуват директно изводите му, понякога дори без да са чели самите книги. Една от причините за това може да е, че теориите му са толкова радикални, че предполагат радикален преглед и преоценка на утвърдените теории в историята, археологията, биологията и астрономията. Друга причина може да се крие във факта, че като човек извън академичната общност, Великовски не се бои да повдига редица неудобни за учените от кариерата въпроси:
- прикриване на несъответствия в приетата хронология, водещи примерно до наличието на т.нар. тъмни векове в историята на Гърция;
- разглеждането на някои факти, които са премълчавани или укривани поради противоречието им на утвърдената доктрина;
- методология на заобикаляне на неудобните моменти – чрез отказ да бъдат изобщо изследвани или като резултатите от изследванията просто биват игнорирани и не се включват в крайната работа;
- нагаждане на новите технологии към старите догми, вместо резултатите им да се използват безпристрастно за оценка на различните хипотези (пример – радио въглеродния метод).

Отношението на научната общност към теориите му е показателно за създалата се атмосфера на нетолерантност и тесногръдо отношение към новите изследвания (особено ако са интердисциплинарни), които биват игнорирани (премълчавани, не превеждани) и дори административно заглушавани от утвърдените в науката имена. Тази тенденция не само не е преодоляна, но и се задълбочава в последно време.

## Идеи
Независимо от научните статии на Великовски (около 12) в списания на медицинска и психоаналитична тема през 20-те и 30-те години на 20 век, трудовете заради които той става известен са разработени от него в началото на 40-те, докато живее в Ню Йорк. Той излага основните си идеи в писмена декларация (на английски: affidavit) през ноември 1942 и в две отпечатани като частно лице брошури (на английски: Scripta Academica) озаглавени на английски: Theses for the Reconstruction of Ancient History (1945) и на английски: Cosmos without Gravitation (1946 г.).
Вместо да остави идеите си да бъдат отхвърлени изцяло заради слабост в някоя отделна област, Великовски решава да ги публикува като отделни книги, предназначени за широката публика, разделяйки историческите от физическите теми. Великовски е пламенен ционист и това донякъде отклонява вниманието от трудовете му, макар обхватът им да е много по-широк от това (от историята на Израел).
В основата на работите му идва опита да разреши следния проблем: за Великовски няма достатъчно връзка между Библейската история от една страна и писмените и археологическите находки на региона и в частност в Египет, от друга страна. Великовски започва с търсене на описание на едни и същи събития в литературните паметници на съседните народи (израелски, египетски и др.) и в папируса на Ипувер той смята, че намира описани от египетска страна същите бедствия, както и в Библията. Приемайки, че и в двата случая са описани реално случили се природни катастрофи, Великовски се опитва да изследва физичната причина, която би могла да доведе до тях. Приемайки тази точка (във времето) за опора, той продължава проучванията си напред и назад във времето, като съпоставя (cross-comparing) писмените и устните (митове и легенди) свидетелства на народите от целия свят, в опит да синхронизира историята на отделните народи. В свидетелствата той намира доказателства за многобройни природни катаклизми, които биха могли да са глобални по своя характер (засягащи почти цялата Планета).
Той достига до редица радикални (за времето си) интердисциплинарни идеи, които могат да бъдат сумирани като:
- Планетата Земя е претърпяла редица глобални катаклизми в историята си както преди появата на човечеството, така и след това.
- Има доказателства за тези катастрофи в геологичната история на Земята и археологичните находки (тук Великовски защитава катастрофическите идеи противопоставяйки ги на идеите за постепенно развитие, доминиращи по това време). Изчезването на много видове (като динозаврите) за него става внезапно в резултат на катастрофа, а не постепенно според теорията на Дарвин (има се предвид оригиналната теория на Дарвин, не коригираната, която е приета сега).
- Катастрофите, случили се след възникването на човека, се помнят под формата на митове, легенди и записана история във всички древни култури и цивилизации.

Великовски посочва предполагаемото съвпадение между описанията на много народи и предлага теорията, че те се отнасят към едни и същи реално случили се събития. Например, паметта за потопа е съхранена в Израелската Библия, в гръцката легенда за Девкалион и в индийската легенда за Шрадхадева Ману (Sraddhadeva Manu).
Великовски излиза с психоаналитичната идея за „културна амнезия“ (cultural amnesia) като механизъм за забравяне истинските събития и предаването им през поколенията като митове и легенди.
- Причините за тези катастрофи трябва да се търсят в срещата (близкото разминаване) на Земята с други тела от Слънчевата система – примерно планетите Сатурн, Юпитер, Венера и Марс, доколкото те може да са променяли орбитата си в живота на човечеството.
- За да обясни защо тези промени (в орбитата) противоречат на законите на физиката, според мнението на някои астрономи, Великовски развива теорията за приноса на електромагнитните взаимодействия върху гравитацията и орбиталната механика. (2016: въпреки че може да са свързани и с преминаването през Слънчевата система на комети с голямо време на обиколка или обекти, непознати по неговото време – като откритата 10-а планета 2003UB313 – Eris[16]).

### Катастрофизъм
Катастрофи, за които Великовски изказва хипотеза:
- хипотеза, че Земята може някога да е била Луна на Сатурн, преди да се придвижи до съвременната си орбита;
- хипотеза, че всемирният потоп (на Ной) е бил причинен от избухване на Сатурн, причинило изхвърляне на голяма част от масата му в Космоса;
- хипотезата, че Меркурий има връзка със събитията около Вавилонската кула (сближаването му със Земята е причина за катастрофално земетресение, което е срутило кулата, а електромагнитните бури от взаимодействието му със Земята са повлияли на мозъците на хората и довели до „смесването на езиците“);
- хипотеза, че Юпитер е участвал в събитията, довели до разрушаването на Содом и Гомор;
- хипотеза, че периодични контакти с Венера, която се е движила като комета (като преди това е била Луна на Юпитер), са причина за събитията съпътстващи Изхода от Египет (около 1500 пр.н.е.) и „спирането на слънцето“ в книгата на Джошуа (Joshua 10:12 and 13) (довели до промяна наклона на оста на Земята и изместване на нейната орбита така, че годината се е променила от 360 на ~365 дни[17]);
- хипотеза, че периодични близки преминавания на Марс, причинили бедствията в 8 и 7 век пр.н.е.

По-голяма част от изложените по-горе хипотези са формулирани от него още в началото на 40-те години. През своя живот, продължавайки да проучва, развива и пропагандира идеите си, той споделя само една малка част от тях с широката публика във вид на книги:
- „Worlds in Collision“ (1950) обсъжда писмените паметници, митове и легенди, имащи връзка с катастрофите причинени от Марс и Венера;
- Отделни части от ревизираната хронология „Revised Chronology“ са публикувани като отделни книги: „Векове на хаос“ (на английски: Ages in Chaos) (1952), „Морски народи“ (на английски: Peoples of the Sea) (1977) и „Рамзес II и неговото време“ (на английски: Rameses II and His Time, 1978);
- Свързаната с темата книга „Едип и Ехнатон“ (на английски: Oedipus and Akhenaten от 1960) развива тезата, че фараона Ехнатон (Akhenaten) е прототип на Едип (на английски: Oedipus) от гръцката митология.
- „Earth in Upheaval“ (1955) обсъжда геологическите доказателства за глобални катаклизми.

Идеите на Великовски за катастрофите, свързани със Сатурн, Меркурий и Юпитер, станали в много по-древни времена, не са били никога публикувани, и ръкописите в архива му, отнасящи се за тях, са много по-малко разработени.
От всички направления на работата си, Великовски публикува най-малко материали свързани с идеята си, че електромагнетизма играе роля в орбиталната механика, представени само в монографията му от 1946 г. „Космос без гравитация“ (на английски: Cosmos without Gravitation). Тази монография, която той изпраща до университетските библиотеки и на отделни астрономи, изглежда е катализатор на враждебното отношение към него от страна на астрономите и физиците. За по-късното му отдръпване от тази идея може би играят роля и контактите му с Айнщайн.

### Ревизирана хронология
Според Великовски конвенционалната хронология на Близкия изток и класическия свят, основаваща се на Египетската хронология Sothic dating и списъкът на царете на Манетон, е тотално объркан. В това той вижда причината за очевидната липса на корелация между събитията в Библията и тези в околните страни, а също и за енигматичните „тъмни векове“ в Гърция и на други места. Великовски премества редица години на царуване и цели династии от Старото царство към времето на Птолемеите с цели векове (новата подредба той нарича „Ревизирана хронология“). Поставя Изхода на Евреите в края на Средното царство, точно преди (по време) на завладяването на Египет от Хиксосите. Той предлага и още няколко промени, целящи синхронизация на събитията, стигащи до времето на Александър Македонски. Така според него се елиминират тъмните векове и се синхронизират събитията в Библията с тези в историята на Херодот.
Тези идеи са развити накратко в статията му Theses for the Reconstruction of Ancient History, но „Векове на хаос“ е първата му голяма книга по въпроса. Тя е последвана от „Едип и Ехнатон“, „Морски народи“ и „Рамзес II и неговото време“, а още два тома остават непубликувани, но могат да се намерят в архива му: „Завоеванията на Асирия“ и „Тъмните векове на Гърция“.
Макар и отречени от водещите историци, идеите му са приети и доразвити от имена като Давид Рол и Питър Джеймс, които предлагат собствена хронология.
Едвин Шор (на английски: Edwin Schorr) прилага хронологията му в своите изследвания на Микена, a Ян Самър (на английски: Jan Sammer) продължава проучванията за тъмните векове. Една от предлаганите корекции, произтичаща от анализа на сведенията в Илиада за описаните събития (примерно Олимпийските игри) и участващите исторически личности (племена), е Троянската война да се премести от 13 – 12 век пр.н.е. към 9 – 8 век пр.н.е., което съвпада и с предложената от Нютон хронология.

## Потвърдени хипотези
- Планетата Юпитер излъчва радиовълни (радиошумове) (14 октомври 1953 – лекция в Принстънския университет): потвърдено от астрономите Б. Бърк и К. Франклин 5 април 1955 г.
- Магнитното поле на Земята се увеличава при отдалечаване от повърхността и стига до Луната – есента на 1956 г., лекция пред аспирантите на факултета по геология на университета в Принстън: потвърдена от откриването на Дж. Ван Аллен на магнитосферата на Земята 1957 г.
- Лунната почва има остатъчен магнетизъм и области с повишена радиация – публикувана на 19 май 1969 в меморандум до члена на Американския подготвителен комитет за Международната година на геофизиката – Г. Хес: потвърдено от статия в броя на списание „Science“ от 19 септември 1969, за резултатите от изследване на луната почва, донесена от екипажите на „Аполо 14“ и „Аполо 15“.
- Температура на атмосферата на планетата Венера е много по-висока от земната – 1950 г. в книгата „Worlds in Collision“: потвърдено от Ф. Д. Дрейк 1961 г.
- Планетата Венера има много аномални свойства – 1950 г. в книгата „Worlds in Collision“: потвърдено с откриването през 1961 от лабораторията на ВМС на САЩ във Вашингтон и станцията за следене в Голдстон на ретроградното въртене на Венера (от всички планети в Слънчевата система само Венера се върти около оста си в обратна посока).
- Атмосферата на Венера е много по-плътна от земната – 1950 г. в книгата „Worlds in Collision“: потвърдено в началото на 60-те години при полетите към Венера на автоматичните междупланетни станции „Маринър“.
- В атмосферата на Венера има въглеводороди и дори въглехидрати – 1950 г. в книгата „Worlds in Collision“: потвърдено със съобщение на Х. Ньюэел на 26 февруари 1963 г. на пресконференция на NASA за резултатите от обработката на данните, получени от автоматичната станция „Маринър-2“.

## Научно наследство
Много години наследството на Великовски е управлявано от двете му дъщери – Шумалит Великовски Коган (на английски: Shulamit Velikovsky Kogan) (родена 1925 г.) и Рут Рухама Великовски (на английски: Ruth Ruhama Velikovsky Sharon) (родена 1926 г.), които принципно отказват да публикуват нови материали, с изключение на биографията „ABA – the Glory and the Torment: The Life of Dr. Immanuel Velikovsky“, издадена през 1995 г. и посрещната с противоречиви отзиви и издадената на иврит част от „Векове в хаос“ (на английски: Ages in Chaos) – томът „Тъмните векове на Гърция“ (на английски: The Dark Age of Greece), публикувана в Израел. Книга с кореспонденцията на Великовски с Алберт Айнщайн излиза на иврит в Израел, редактирана и издадена от дъщеря му Шумалит.
В края на 90-те голяма част от непубликуваните ръкописи, есета и кореспонденция е направена публична чрез сайта varchive.org. През 2005 г., дъщерята на Великовски Рут дарява целият му архив на библиотека на Принстънския университет.